# الروضة (الأفلاج)
الروضة، هو مركز من فئة (ب) يقع في محافظة الأفلاج، والتابعة لمنطقة الرياض في السعودية. ويبعد المركز عن محافظة الأفلاج بمسافة تقارب (8) كم.

## السكان
بلغ عدد سكان الروضة حسب تعداد 1431هـ/2010م (602) نسمة.